# Gare de Duffel
La gare de Duffel (en néerlandais : station Duffel) est une gare ferroviaire belge des lignes 25, de Bruxelles-Nord – Anvers (Y Luchtbal) et 27 de Bruxelles-Nord à Anvers-Central, située sur la commune belge de Duffel, dans la province d'Anvers en Région flamande.
Elle est mise en service en 1836 par les Chemins de fer de l’État belge et reçoit un nouveau bâtiment en 1930. Le guichet est fermé dans les années 2010.

## Histoire
La « station de Duffel » est mise en service le 16 juin 1836 par l’Administration des chemins de fer de l’État belge à proximité du pont de Duffel sur la rivière Nèthe. Duffel et Vieux-Dieu sont alors les deux seules gares intermédiaires de la ligne de Malines à Anvers, inaugurée en mai 1836,.

## Service des voyageurs

### Accueil
Halte SNCB, c'est un point d'arrêt non gardé (PANG) à accès libre. L'achat de titres de transports s'effectue par l'automate de vente.

### Desserte
Duffel est desservie par des trains Suburbains (ligne S1 du RER bruxellois) de la SNCB qui effectuent des missions sur la ligne commerciale 25 (voir brochure SNCB).
Du lundi au samedi, la desserte comprend deux trains S1 par heure dans chaque sens, contre un seul le dimanche. Ils circulent d'Anvers-Central à Nivelles via Malines, Bruxelles-Nord, Bruxelles-Midi et Braine-l’Alleud.

### Intermodalité
Les autobus De Lijn desservent les abords de la gare.

## Comptage voyageurs
Ce graphique et tableau montre le nombre de voyageurs embarquant en moyenne durant la semaine, le samedi et le dimanche.
| Nombre de passagers qui embarquent à la gare de Duffel | Nombre de passagers qui embarquent à la gare de Duffel | Nombre de passagers qui embarquent à la gare de Duffel | Nombre de passagers qui embarquent à la gare de Duffel |
|                                                        | Semaine                                                | Samedi                                                 | Dimanche                                               |
| ------------------------------------------------------ | ------------------------------------------------------ | ------------------------------------------------------ | ------------------------------------------------------ |
| 1977                                                   | 1 423                                                  | 314                                                    | 298                                                    |
| 1978                                                   | 1 667                                                  | 338                                                    | 349                                                    |
| 1979                                                   | 1 273                                                  | 326                                                    | 273                                                    |
| 1980                                                   | 1 288                                                  | 319                                                    | 278                                                    |
| 1981                                                   | 1 428                                                  | 357                                                    | 231                                                    |
| 1982                                                   | 1 277                                                  | 315                                                    | 266                                                    |
| 1983                                                   | 1 259                                                  | 359                                                    | 225                                                    |
| 1984                                                   | 1 059                                                  | 269                                                    | 206                                                    |
| 1985                                                   | 1 158                                                  | 297                                                    | 249                                                    |
| 1986                                                   | 984                                                    | 262                                                    | 198                                                    |
| 1987                                                   | 945                                                    | 295                                                    | 241                                                    |
| 1988                                                   | 948                                                    | 264                                                    | 213                                                    |
| 1989                                                   | 1 129                                                  | 248                                                    | 291                                                    |
| 1990                                                   | 966                                                    | 241                                                    | 189                                                    |
| 1991                                                   | 1 042                                                  | 263                                                    | 206                                                    |
| 1992                                                   | 969                                                    | 292                                                    | 206                                                    |
| 1993                                                   | 911                                                    | 232                                                    | 170                                                    |
| 1994                                                   | 902                                                    | 260                                                    | 188                                                    |
| 1995                                                   | 765                                                    | 219                                                    | 194                                                    |
| 1996                                                   | 991                                                    | 287                                                    | 252                                                    |
| 1997                                                   | 846                                                    | 355                                                    | 284                                                    |
| 1998                                                   | 897                                                    | 263                                                    | 172                                                    |
| 1999                                                   | 726                                                    | 296                                                    | 113                                                    |
| 2000                                                   | 839                                                    | 282                                                    | 202                                                    |
| 2001                                                   | 898                                                    | 261                                                    | 182                                                    |
| 2002                                                   | 786                                                    | 286                                                    | 218                                                    |
| 2003                                                   | 834                                                    | 268                                                    | 189                                                    |
| 2004                                                   | 853                                                    | 224                                                    | 207                                                    |
| 2005                                                   | 927                                                    | 304                                                    | 214                                                    |
| 2006                                                   | 952                                                    | 259                                                    | 220                                                    |
| 2007                                                   | 993                                                    | 290                                                    | 226                                                    |
| 2008                                                   | -                                                      | -                                                      | -                                                      |
| 2009                                                   | 764                                                    | 197                                                    | 119                                                    |
| 2010                                                   | -                                                      | -                                                      | -                                                      |
| 2011                                                   | -                                                      | -                                                      | -                                                      |
| 2012                                                   | 768                                                    | 216                                                    | 202                                                    |
| 2013                                                   | 899                                                    | 219                                                    | 187                                                    |
| 2014                                                   | 899                                                    | 202                                                    | 225                                                    |
| 2015                                                   | 913                                                    | 276                                                    | 188                                                    |
| 2016                                                   | 843                                                    | 243                                                    | 197                                                    |
| 2017                                                   | 852                                                    | 272                                                    | 302                                                    |
| 2018                                                   | 897                                                    | 316                                                    | 201                                                    |
| 2019                                                   | 856                                                    | 328                                                    | 216                                                    |
| 2020                                                   | 528                                                    | 228                                                    | 132                                                    |
| 2021                                                   | -                                                      | -                                                      | -                                                      |
| 2022                                                   | 832                                                    | 440                                                    | 416                                                    |
| 2023                                                   | 829                                                    | 583                                                    | 427                                                    |
| 2024                                                   | 732                                                    | 481                                                    | 390                                                    |

## Galerie de photographies

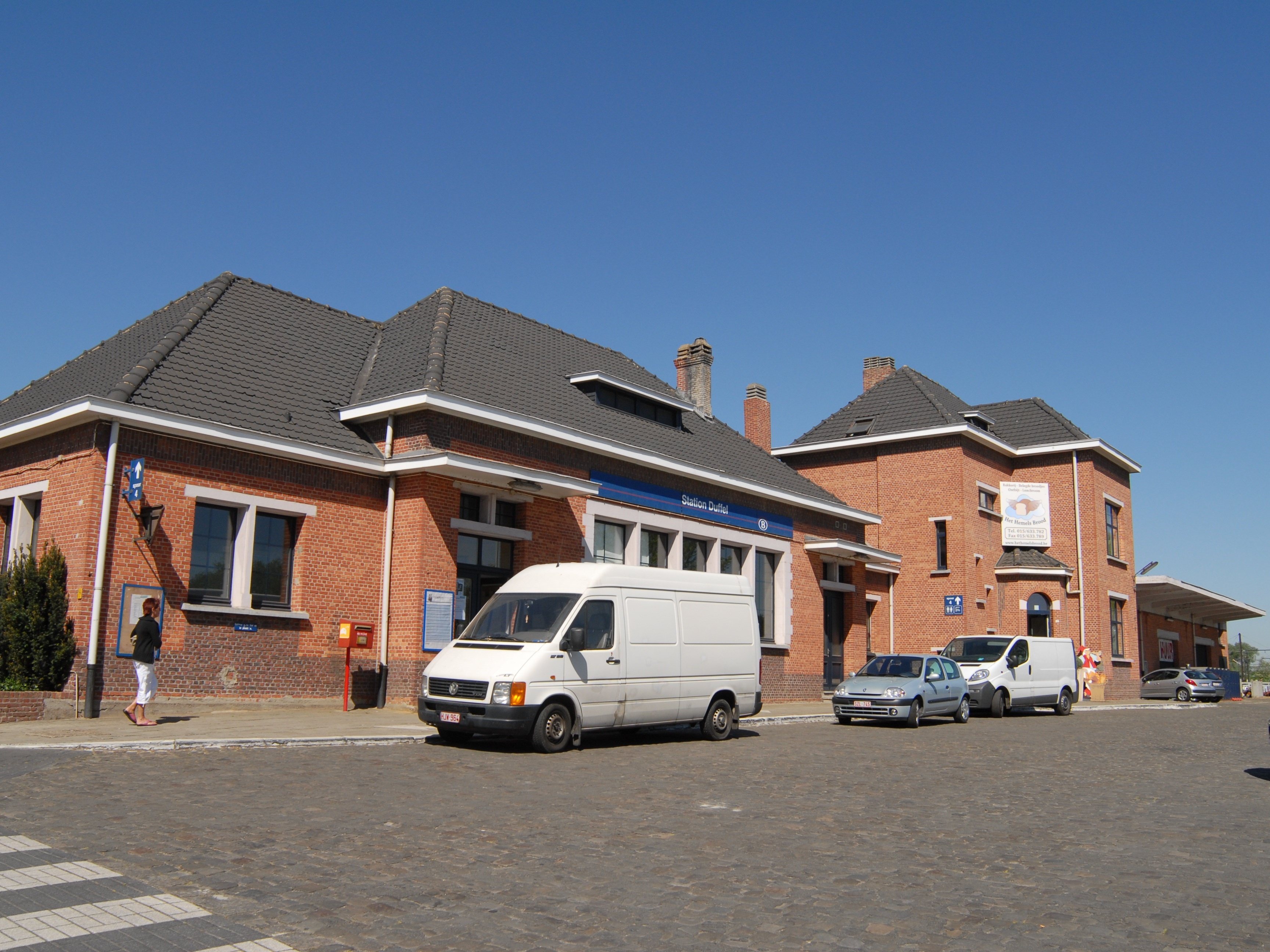
Place de la gare.
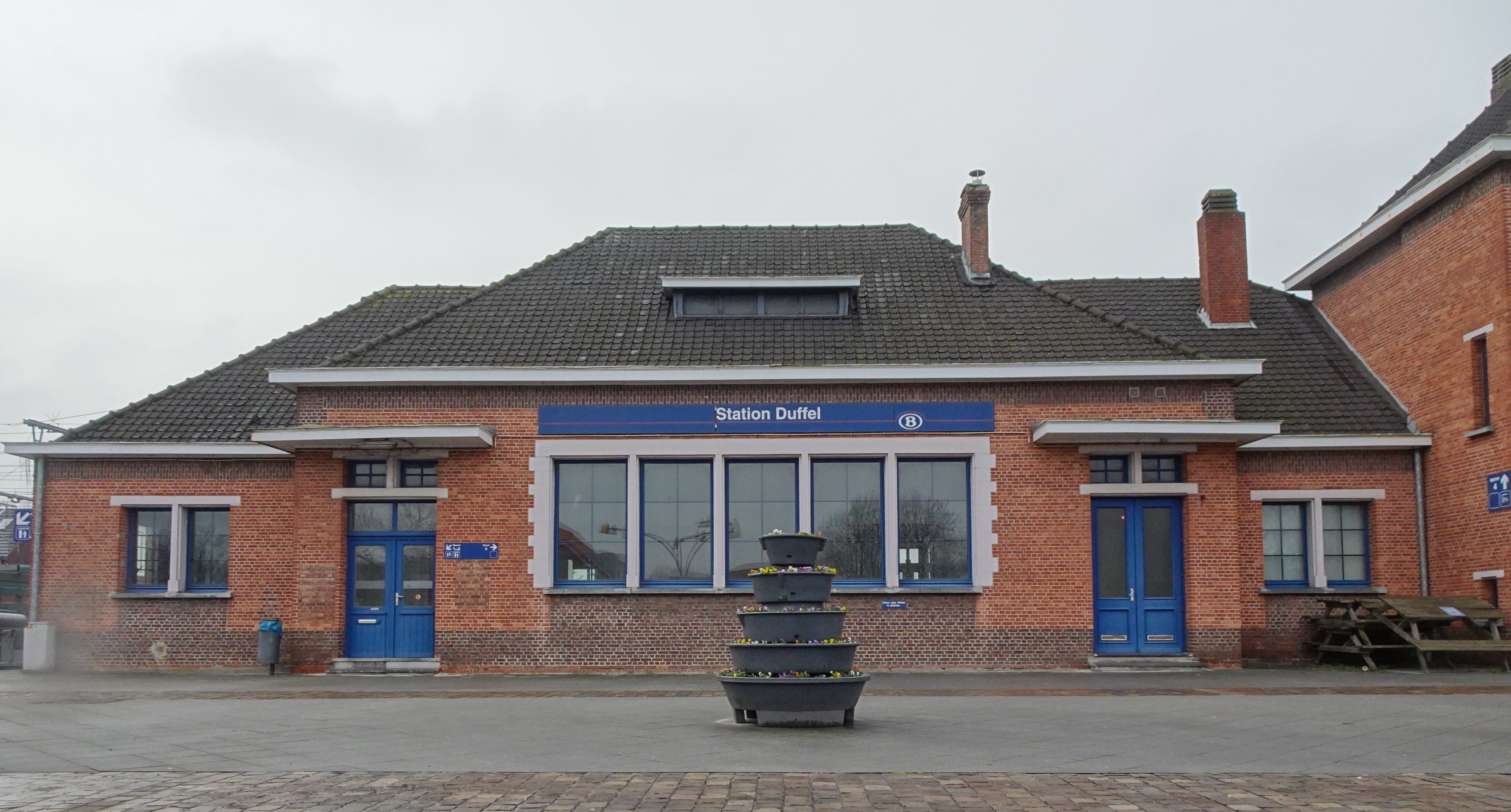
Ancienne salle des guichets.
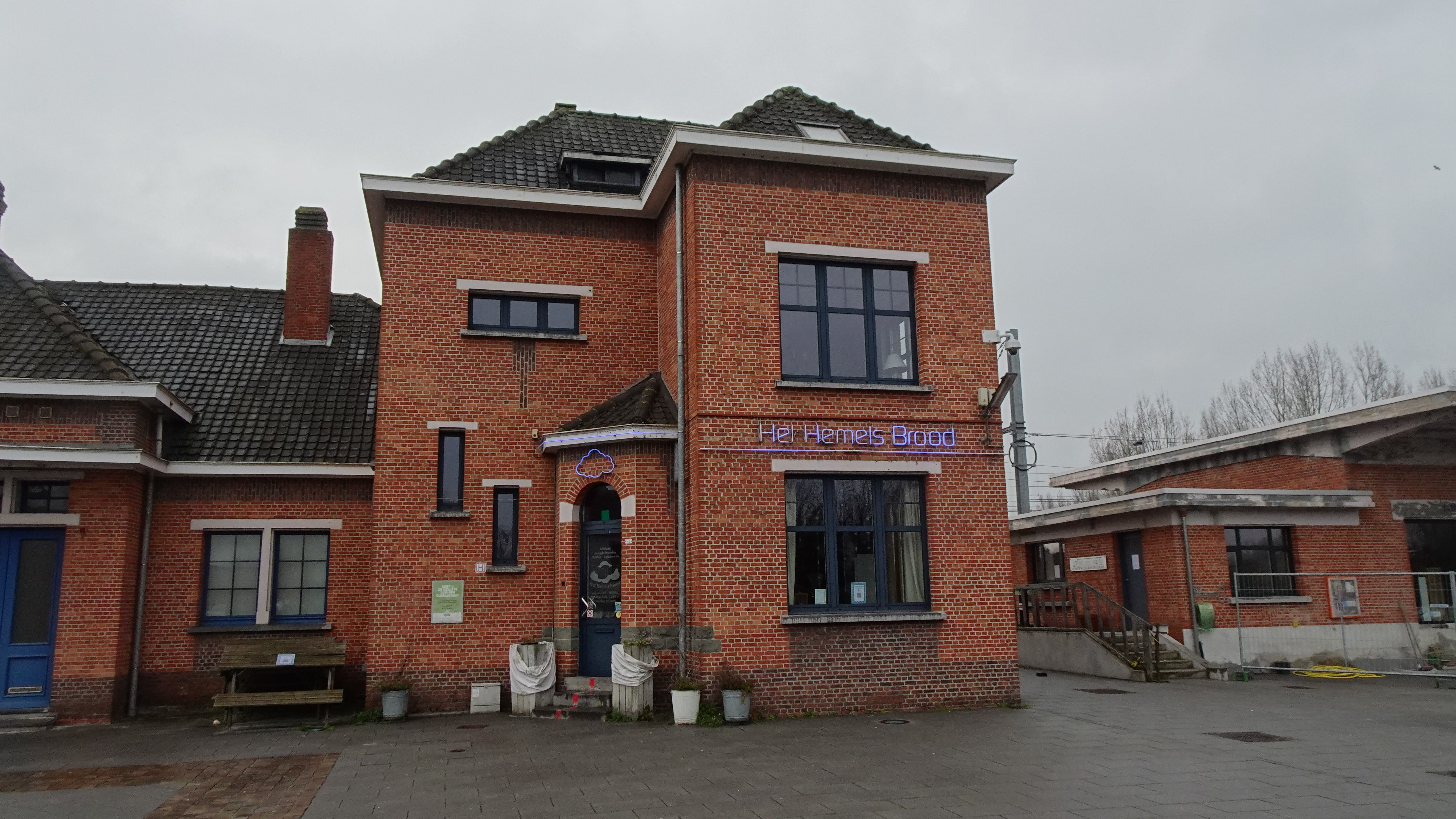
Logement du chef de gare, reconverti en boulangerie.
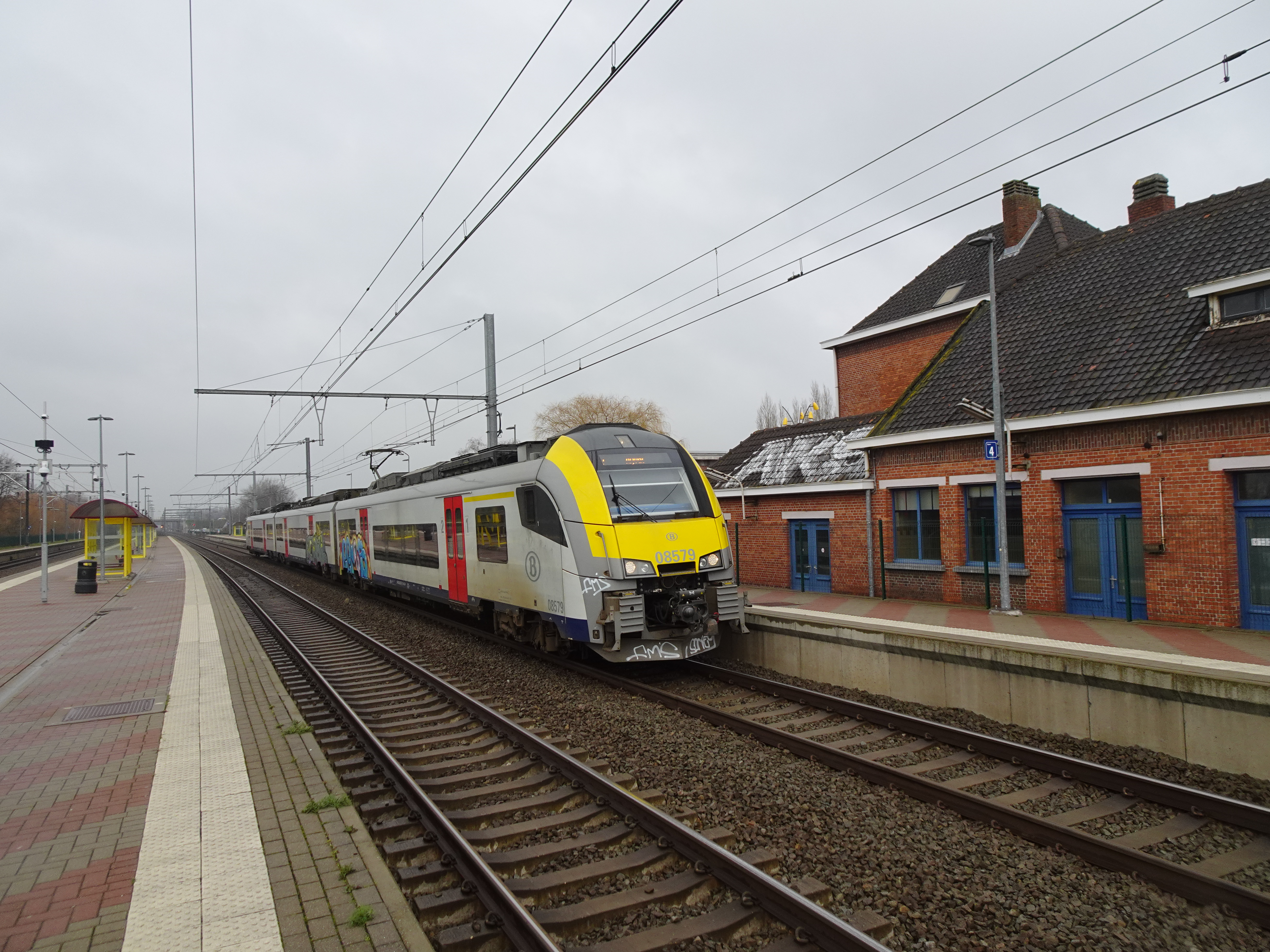
Train à quai (2021).
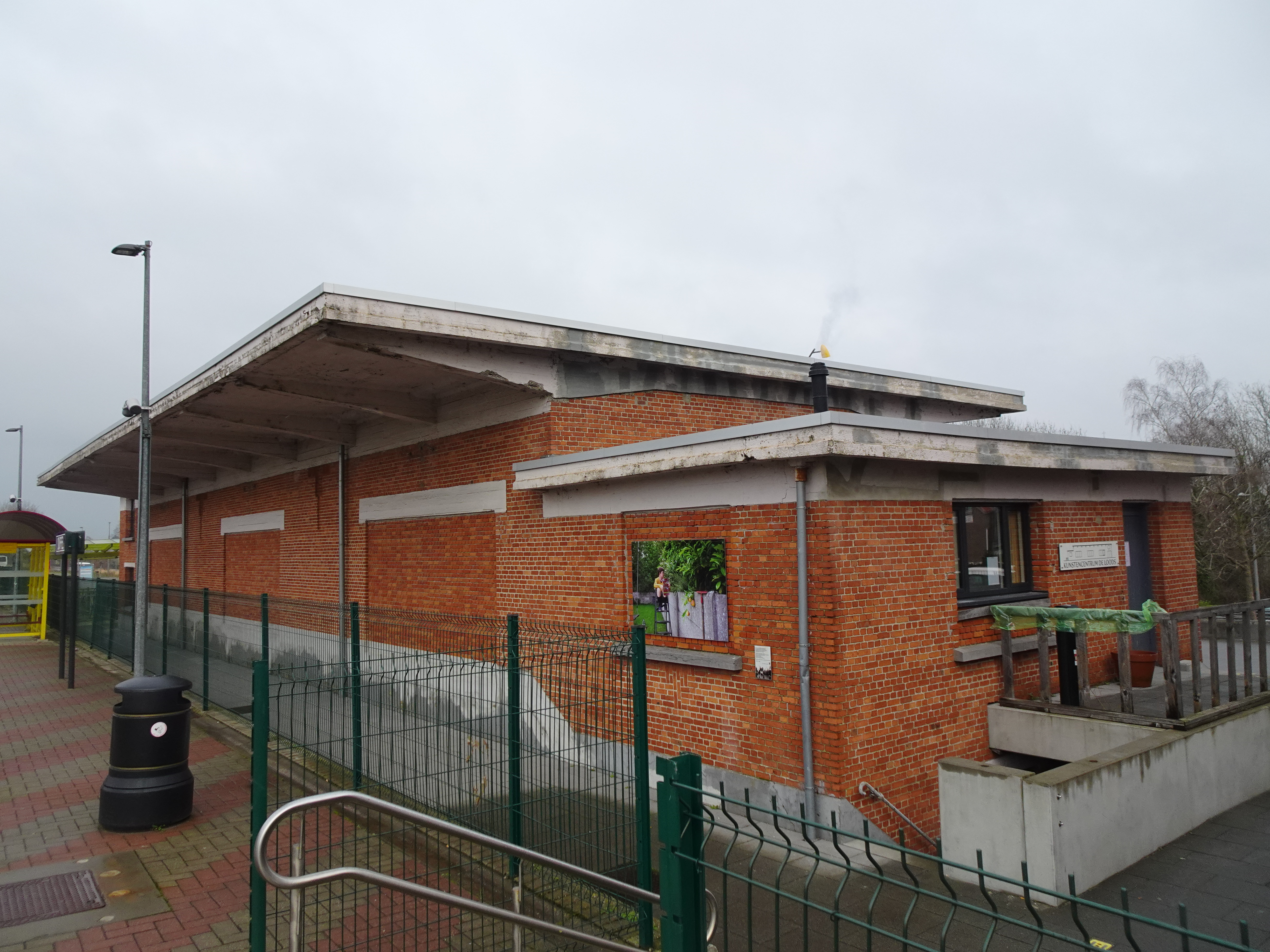
Ancienne halle à marchandises, reconvertie en centre culturel.
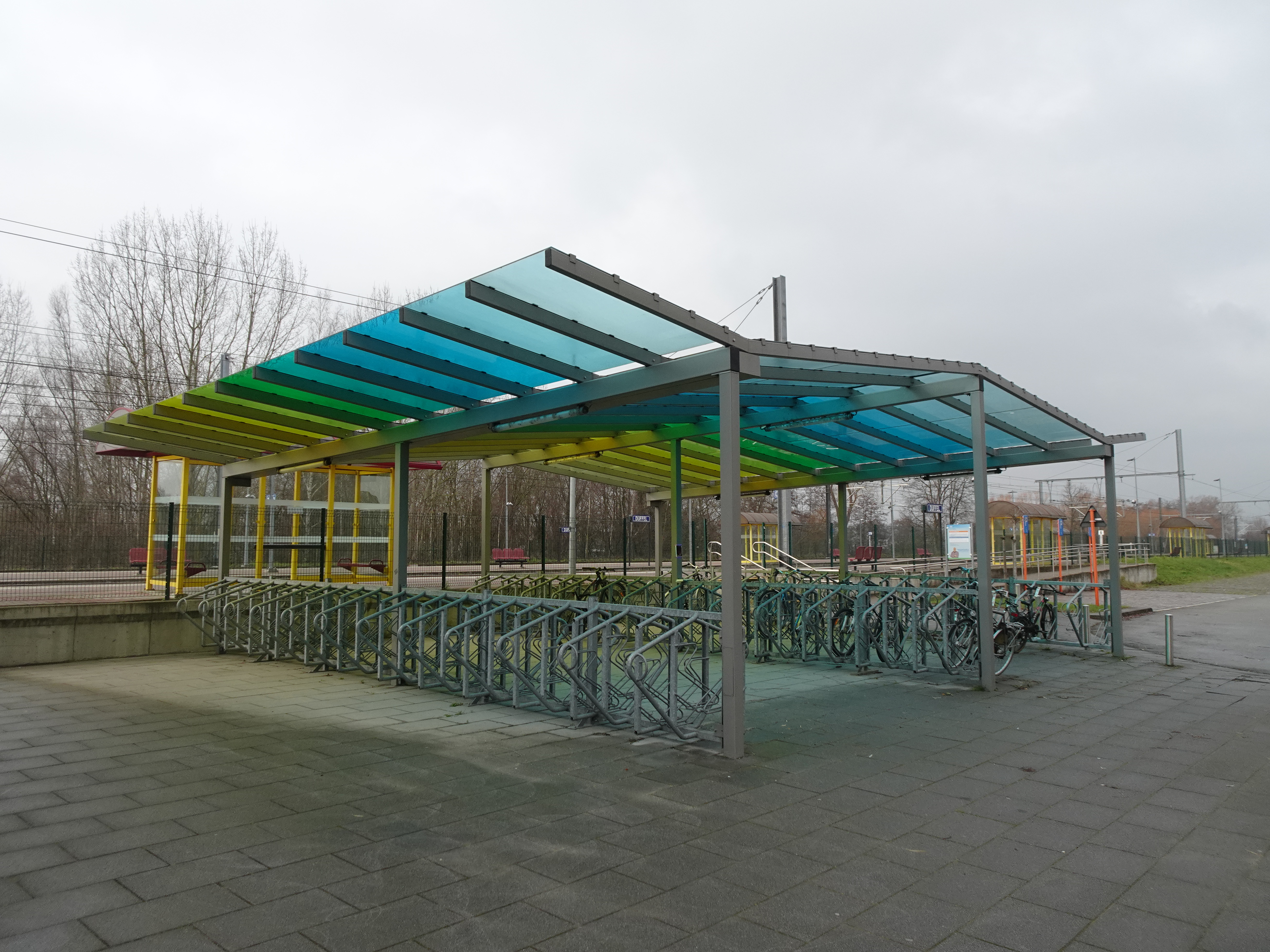
Abri à vélos.